# Mayte
Mayte Jannell Garcia (Fort Rucker, 12 november 1973), beter bekend als Mayte, is een actrice, zangeres en (buik-)danseres. Ze werd op een militaire basis te Alabama geboren als dochter van Puerto Ricaanse ouders. Als resultaat van de militaire opdrachten van haar vader, woonde ze ook enige tijd in Duitsland, waar ze in 1990 haar toekomstig (inmiddels: ex-) echtgenoot Prince voor het eerst ontmoette.

## Prince
Mayte was van 1991 tot en met 1996 achtergrondzangeres en danseres in de New Power Generation, de begeleidingsband van Prince. In 1995 bracht ze met behulp van Prince een solo-album uit, genaamd Child of the Sun.
Ze trouwde met Prince op 14 februari 1996. Op 16 oktober 1996, rond de releasedatum van Prince' driedubbelalbum Emancipation, werd hun zoon Amiir geboren, die echter een week later op 23 oktober overleed aan de gevolgen van het syndroom van Pfeiffer, een zeldzame aangeboren schedelafwijking.
Hun huwelijk werd in 2000 officieel ontbonden.

## 2000 en daarna
Mayte zou in 2001 een tijdlang een relatie aangaan met Tommy Lee van de band Mötley Crüe.

## Filmcarrière
Mayte was te zien in afleveringen van The Closer, Nip/Tuck en Las Vegas. In 2007 was ze te zien in de film Firehouse Dog.

## Discografie

### Child of the Sun
Mayte bracht één solo-album uit; Child of the Sun (1995). Het album telde twaalf nummers, waarvan één een duet met Prince. Het album was volledig een Prince-productie. Twee nummers waren covers van eerder materiaal van Prince (If I Love You U 2Night en de The Most Beautiful Boy In The World).
Nummers:
1. Children Of The Sun
2. In Your Gracious Name
3. If I Love You U 2Night
4. The Rhythm Of Your Love
5. However Much U Want (duet met Prince)
6. Mo' Better
7. If I Love U 2Night (Spaanstalig)
8. The Most Beautiful Boy In The World
9. Ain't No Place Like U
10. House Of Brick (Brick House)
11. Love's No Fun
12. Baby Don't Care